# 39799 Хадано
39799 Хадано (39799 Hadano) — астероїд головного поясу, відкритий 23 жовтня 1997 року.
Тіссеранів параметр щодо Юпітера — 3,652.